# Dynamo Open Air
Il Dynamo Open Air è stato un festival heavy metal che si è tenuto nei Paesi Bassi dal 1986 al 2005.

## Storia
Dalla sua nascita è cresciuto progressivamente, passando dalle 5.000 presenze della prima edizione alle 110.000 di quella del 1995, un sovraffollamento che ha causato un lento declino a partire dall'anno successivo, quando gli organizzatori furono costretti a limitarsi a 60.000 presenze.
Molti di questi problemi furono causati dalla difficoltà di trovare un location permanente: nel 1999 si svolse in una ex-discarica nei dintorni di Eindhoven, l'anno successivo fu tenuto per al "Goffertpark" di Nimega e, sintomo della crisi, il festival durò solo un giorno, quando nelle due edizioni antecedenti ne era durato 3.
Nel 2001 gli organizzatori pensarono di aver trovato una location definitiva vicino alla città di Lichtenvoorde, ma a causa di proteste fu cancellato, nel 2002 si svolse nello stesso luogo del Bospop Festival, ma nel 2003 non fu nuovamente organizzato. L'anno successivo si svolse nuovamente a Nimega, nella stessa location del 2000, nel 2005 è stata la volta della location del Dawnpop Festival.

## Edizioni
1986 (7 settembre)Angel Witch, Avalon, Battlezone, Chariot, Joshua, Onslaught, Satan
1987 (8 giugno)Atomkraft, Destruction, Mad Max, Stryper, Testament, Vengeance
1988 (23 maggio)Candlemass, Exodus, Lääz Rockit, Paradox, Sabbat, Toxik
1989 (15 maggio)Armored Saint, Forbidden, Holy Moses, Sacred Reich, Savatage, Sleeze Beez
1990 (4 giugno)Death Angel, Modred, Sacred Reich, Sepultura, Trouble, Vicious Rumors
1991 (20 maggio)Armored Saint, Extreme, Ignorance, Metal Church, Morbid Angel, Obituary, Primus, Psychotic Waltz, Saigon Kick
1992 (7 giugno)Love On Ice, Modred, My Sisters Machine, Paradise Lost, Pestilence, Prong, Rollins Band, Skyclad, The O
1993 (29 - 30 maggio)Annihilator, Anthrax, Biohazard, Fear Factory, Freak of Nature, Fudge Tunnel, Gorefest, Kong, Mercyful Fate, Mindfunk, Monster Magnet, Nocturnal Rites, Nudeswirl, Suicidal Tendencies, Temple of the Absurd, Trouble, Wool, Z
1994 (22 - 23 maggio)B-Thong, Clawfinger, Cynic, Danzig, Die Krupps, Forbidden, Gorefest, Jackyl, Kyuss, Last Crack, Life of Agony, Nerve, Pride & Glory, Prong, Sick of It All, Skintrade, Skrew, Skyclad, Sleeze Beez, The O, The Obsessed, Urban Dance Squad, Vicious Rumors
1995 (2 - 3 giugno)35007, Absconded, Biohazard, Blitz Babies, Brotherhood Foundation, Crash Worship, Dog Eat Dog, Downset, Dub War, Earth Crisis, Eleven Pictures, Fear Factory, Grip Inc., Hate Squad, Horace Pinker, Life of Agony, Machine Head, Madball, Mary Beats Jane, Mental Hippie Blood, Motorpsycho, My Dying Bride, Nailbomb, Nevermore, No Fun At All, NRA, Orange 9mm, Overdose, Paradise Lost, Rape, Rich Kids On LSD, Schweisser, Shihad, Skyclad, Snapcase, Strawman, Sun, Tiamat, Trouble, Type O Negative, Undeclinable Ambuscade, Warrior Soul, Waving Corn
1996 (24 - 25 maggio)59 Times the Pain, 7 Zuma 7, Altar, Anathema, Bambix, Channel Zero, CIV, Cooper, Dog Eat Dog, Down By Law, Drain, Dreamgrinder, Eboman, Frozen Sun, Galactic Cowboys, Gorefest, Gurd, H20, Merauder, Millencolin, Neurosis, NRA, Orphanage, Osdorp Posse & Nembrionic, Pennywise, Pitchshifter, Pro-Pain, Ryker's, Sacred Reich, Satanic Surfers, Savatage, Shelter, Skippies, Skrew, Slapshot, Slayer, Spiritual Beggars, Strung Out, Stuck Mojo, The Exploited, The Gathering, Torque, Unsane, Venom, Voivod, White Devil
1997 (16 - 17 maggio)$400 Suits, Amorphis, Backfire!, Coal Chamber, Cradle of Filth, Deviates, Dimmu Borgir, Discipline, Entombed, Exodus, Goddess of Desire, Helmet, I Against I, Karma to Burn, Keaton, Korn, Laberinto, Machine Head, Marilyn Manson, Moonspell, Ni Hao, Occult, Orphanage, Pist. On, Rage, Samael, Satyricon, Secret Discovery, Sentenced, Sick of It All, Skinlab, Slo Burn, Slyce, SNFU, Sundown, Testament, Therion, Thumb, Tiamat, Totenmond, Type O Negative, Vision of Disorder, Voodoo Glow Skulls, Within Temptation
1998 (29 - 30 - 31 maggio)25 Ta Life, 7 Zuma 7, Agnostic Front, Atrocity, Battery, Better Than a Thousand, Bewitched, Blind Guardian, Brotherhood Foundation & Hardcore All Stars, Cathedral, Coal Chamber, Cold, Congress, The Kovenant, Death, Deftones, Dimmu Borgir, Driven, Emperor, Enslaved, Far, Fates Warning, Form, Fu Manchu, Fury of Five, Good Riddance, Hammerfall, Hard Resistance, Hatebreed, Hed P.E., Helloween, Iced Earth, Ignite, Immortal, In Flames, Incubus, Insane Clown Posse, Jane's Detd., Junkie XL, Kreator, Life of Agony, Limp Bizkit, Masters of Reality, Maximum Penalty, Misery Loves Co., Misfits, Oomph!, Orange Goblin, Pantera, Primal Fear, Pro-Pain, Rammstein, Refused, Right Direction, Saxon, Sevendust, sHeavy, Soulfly, Spiritual Beggars, Strapping Young Lad, Stratovarius, Stuck Mojo, Tech-9, Theatre of Tragedy, The Black Symphony, The Hellacopters, Think About Mutation, Tom Angelripper, Transport League, Tura Satana, Ultraspank, Undeclinable Ambuscade, Within Temptation, Zebrahead
1999 (21 - 22 - 23 maggio)59 Times the Pain, All Out War, Anathema, Ancient Rites, Angra, Apocalyptica, Arch Enemy, Atari Teenage Riot, Biohazard, Black Label Society, Cage, Cold as Life, Cradle of Filth, Cryptopsy, Cubanate, Darkane, De Heideroosjes, Dimmu Borgir, E.Town Concrete, Fatso Jetson, Fear Factory, Gamma Ray, Gluecifer, Goatsnake, God Dethroned, Grip Inc., Hard-Ons, Hypocrisy, In Extremo, Iron Monkey, Labyrinth, Lacuna Coil, Loudness, Madball, Manowar, Marduk, Merauder, Mercyful Fate, Meshuggah, Metallica, Monster Magnet, Murphy's Law, Nashville Pussy, Nebula, Nevermore, Nile, Nocturnal Rites, Oceans of Sadness, One Minute Silence, Out, Overkill, Peter Pan, Pitchshifter, Pulkas, Run Devil Run, Rykeris, Skinlab, Stormtroopers of Death, Sodom, Space Age Playboys, Spineshank, Static-X, System of a Down, The Gathering, The Haunted, Therion con orchestra, Trail of Tears, Troopers, Unida, Unjust, Violation of Trust, Zeke
2000 (3 giugno)Destruction, Engine, Immortal, Iron Maiden, Kittie, Korn, Mayhem, Methods of Mayhem, P.O.D., Sentenced, Slipknot, Spiritual Beggars, Suicidal Tendencies, Testament, The Kovenant, Zeke
2002 (14 luglio)Autumn, Biohazard, Children of Bodom, Dead Soul Tribe, Death Angel, Dropkick Murphys, Finntroll, Hermano, Opeth, Pain of Salvation, Peter Pan, Soulfly, Strapping Young Lad, Within Temptation, Zimmer's Hole
2004 (5 giugno)After Forever, Agent Steel, Children of Bodom, Deicide, Dimmu Borgir, Ill Niño, Life of Agony, Mastodon, Nightwish, Oomph!, Shadows Fall, Slayer, Soulfly
2005 (7 maggio)3 Inches of Blood, Anthrax, Evergrey, Gorefest, Jon Oliva's Pain, Lääz Rockit, Masterplan, Mercenary, Obituary, Still Remains, Testament, Trivium,